# ソダ・ステレオ
ソダ・ステレオ（Soda Stereo）
は、アルゼンチンのロックバンド。
評論家からは、
史上最も重要で影響力のあるイベロアメリカ系バンドであり、
ラテン音楽界のレジェンドだ、と評価されている。
1982年にブエノスアイレスで結成されたこのスリーピースバンドのメンバーは、
グスタボ・セラティ（リードヴォーカル、ギター）、
セタ・ボスィオ（ベース、バックコーラス）、
そして
チャーリー・アルベルティ（ドラムス、パーカッション）
の3人で、1980年代と1990年代に国際的な成功を成し遂げ、
ラテン・アメリカン・ロックやイベロアメリカン・ロック
の発展・普及に非常に重要な役割を果たした。
ソダ・ステレオが、
自国内だけでなく、国外のラテンアメリカ地域全域や北米、そしてスペイン等でも成功を収めた
初のラテンロックバンドとなったことで道が切り拓かれ、
その後、世界的に活躍するラテンロックバンドが、登場する流れが生まれた。

## ディスコグラフィー
| - Soda Stereo (1984) - Nada Personal (1985) - Signos (1986) - Doble Vida (1988) - Canción Animal (1990) - Dynamo (1992) - Sueño Stereo (1995) - Ruido Blanco (1988) - Canción Animal (1991) - Una Parte de la Euforia (2004) - El Último Concierto (2005) - Comfort y Música Para Volar (2007) - Gira Me Verás Volver (2008) | - Ruido Blanco (1987) - Languis (EP) (1989) - Rex Mix (1991) - Zona de Promesas (1993) - Comfort y Música Para Volar (1996) - El Último Concierto A (1997) - El Último Concierto B (1997) - Gira Me Verás Volver #1 (2008) - Gira Me Verás Volver #2 (2008) - Lo Mejor de los Mejores (1993) - 20 Grandes Éxitos (1994) - El Legado de Soda Stereo (1995) - Sobredosis de TV (1996) - Chau Soda (1997) (U.S. #46) - Rock del Milenio (1999) - Inolvidable (1999) - Obras Cumbres (2001) - El Legado (2004) - Leyendas: Solamente los Mejores (2004) - 20 Éxitos Originales (2005) - Otras Cumbres: Parte 2 (2006) - Lo Esencial (2007) - Me Verás Volver (2007) - Rock Latino (2012) |